# Saison 2016-2017 de l'Association sportive de Béziers Hérault
Cette page présente la saison 2016-2017 de l'Association sportive de Béziers Hérault en Pro D2.

## Entraîneurs

### Juillet à décembre 2016
- Manny Edmonds : entraineur principal
- Romain Carmignani : entraineur des avants
- Rodney Howe : préparateur physique

### Janvier à juin 2017
- David Aucagne : entraineur principal
- David Gérard : entraineur des avants
- Rodney Howe : préparateur physique

## La saison
Budget
Récit

## Effectif 2016-2017
| Nom                            | Poste            | Naissance         | Nationalité sportive | International | Dernier club              | Arrivée au club (année) |
| ------------------------------ | ---------------- | ----------------- | -------------------- | ------------- | ------------------------- | ----------------------- |
| Francisco Fernandes            | Pilier           | 6 septembre 1985  | Portugal             |               | Tyrosse RCS               | 2011                    |
| Alexandre Betti                | Pilier           | 18 février 1998   | France               | -             | Formé au club             | 2015                    |
| Timothée Lafon                 | Pilier           | 17 février 1989   | France               | -             | US Dax                    | 2015                    |
| Vitolio Manukula               | Pilier           | 25 avril 1984     | France               | -             | Aviron bayonnais          | 2014                    |
| Reda Wardi                     | Pilier           | 2 août 1995       | France               | -             | Montpellier HR            | 2015                    |
| Zakaria El Fakir               | Pilier           | 29 janvier 1997   | France               | -             | Formé au club             | 2015                    |
| Alexandru Tarus                | Pilier           | 9 mai 1989        | Roumanie             |               | Timișoara Saracens        | 2016                    |
| Bernard Tokotuu                | Pilier           | 19 novembre 1988  | France               | -             | Stade aurillacois         | 2015                    |
| Karim Kouider                  | Pilier           | 15 septembre 1985 | France               |               | Lyon OU                   | 2016                    |
| David Forto                    | Pilier           | 16 mai 1994       | France               | -             | Formé au club             | 2015                    |
| Marco Pinto Ferrer             | Talonneur        | 11 novembre 1987  | Espagne              | -             | US Oyonnax rugby          | 2012                    |
| Baptiste Phalip                | Talonneur        | 13 janvier 1995   | France               | -             | Formé au club             | 2015                    |
| Steve Fualau                   | Talonneur        | 03/08/1987        | Nouvelle-Zélande     | -             | Melbourne Rebels          | 2014                    |
| Phoenix Battye                 | Deuxième ligne   | 28 septembre 1990 | Australie            | -             | Western Force             | 2014                    |
| Steevy Cerqueira               | Deuxième ligne   | 9 août 1993       | France               |               | Lyon OU                   | 2016                    |
| lua Lokotui                    | Deuxième ligne   | 31 décembre 1979  | Tonga                | -             | Gloucester RFC            | 2014                    |
| Yassine Maamry                 | Deuxième ligne   | 8 juillet 1993    | France               |               | Provence rugby            | 2016                    |
| Lasha Lomidze                  | Troisième ligne  | 30 juin 1992      | Géorgie              | -             | Montpellier HR            | 2014                    |
| Rémi Bourdeau                  | Troisième ligne  | 27 février 1992   | France               | -             | Racing Métro 92           | 2014                    |
| Bakary Meité                   | Troisième ligne  | 30 septembre 1983 | Côte d'Ivoire        | -             | RC Massy Essonne          | 2015                    |
| Eloi Massot                    | Troisième ligne  | 18 octobre 1990   | France               | -             | CS Bourgoin-Jallieu       | 2010                    |
| Hamza Zouhair                  | Troisième ligne  | 29 mars 1984      | France               | -             | FC Oloron                 | 2010                    |
| Jean-Baptiste Barrère          | Troisième ligne  | 15 décembre 1989  | France               | -             | Section paloise           | 2015                    |
| Quentin Libes                  | Troisième ligne  | 11 avril 1981     | France               | -             | Formé au club             | 2015                    |
| Adrien Vigne                   | Troisième ligne  | 14 octobre 1998   | France               | -             | Formé au club             | 2015                    |
| François Ramoneda              | Troisième ligne  | 31 août 1986      | France               | -             | Formé au club             | 2008                    |
| Karl Wilking                   | Troisième ligne  | 8 février 1996    | Angleterre           |               | Formé au club             | 2016                    |
| Paul Champin                   | Mêlée            | 25 mars 1995      | France               | -             | Formé au club             | 2015                    |
| Joshua Valentine               | Mêlée            | 22 février 1983   | Australie            |               | RC Narbonne               | 2014                    |
| Julien Blanc                   | Mêlée            | 4 octobre 1992    | France               |               | US Oyonnax                | 2016                    |
| Lachie Munro                   | Demi d'ouverture | 27 novembre 1986  | Nouvelle-Zélande     | -             | Lyon OU                   | 2015                    |
| Thibault Suchier               | Demi d'ouverture | 20 juin 1991      | France               | -             | Lyon OU                   | 2013                    |
| Hugo Rodor                     | Demi d'ouverture | 31 juillet 1995   | France               |               | USA Perpignan             | 2016                    |
| Victor Pisano                  | Demi d'ouverture | 17 août 1994      | France               | -             | Formé au club             | 2015                    |
| Rodney Iona                    | 3/4 centre       | 17 août 1991      | Australie            |               | Canberra Vikings          | 2016                    |
| Simon Chevtchenko              | 3/4 centre       | 24 septembre 1984 | France               | -             | Entente Vendres/Lespignan | 2010                    |
| Sébastien Max                  | 3/4 centre       | 9 janvier 1988    | France               | -             | Montpellier HR            | 2011                    |
| Jordan Puletua                 | 3/4 centre       | 28 février 1990   | Nouvelle-Zélande     | -             | FC Auch                   | 2014                    |
| Clément Querru                 | 3/4 centre       | 1995              | France               |               | Stade français            | 2016                    |
| Cameron Ives                   | 3/4 centre       | 21 novembre 1996  | Angleterre           | -             | Northampton Saints        | 2015                    |
| Elijah Niko                    | 3/4 aile         | 11 septembre 1990 | Nouvelle-Zélande     |               | SC Albi                   | 2016                    |
| Sabri Gmir                     | 3/4 aile         | 14 février 1986   | Tunisie              | -             | Rugby club de Compiègne   | 2010                    |
| Morad Touizni                  | 3/4 aile         | 27 juillet 1992   | France               | -             | Formé au club             | 2012                    |
| Sébastien Max                  | 3/4 aile         | 9 janvier 1988    | France               | -             | Montpellier HR            | 2011                    |
| Lucas Daminiani                | 3/4 aile         | 8 juillet 1995    | France               |               | RC Narbonne               | 2016                    |
| Robin Aulas                    | 3/4 aile         | 18 juillet 1994   | France               |               | Lyon OU                   | 2016                    |
| Jean-Baptiste Peyras-Loustalet | Arrière          | 5 janvier 1984    | France               | -             | Union Bordeaux Bègles     | 2013                    |

## Calendrier et résultats

### Matchs amicaux
- US Montauban - AS Béziers :  21-5
- AS Béziers - USA Perpignan :  19-26

### Pro D2
| - AS Béziers - SU Agen : 34-11 - AS Béziers : US Oyonnax : 34-28 - US Carcassonne - AS Béziers : 17-9 - Soyaux Angoulême XV - AS Béziers : 21-6 - AS Béziers - SC Albi : 36-15 - RC Narbonne - AS Béziers : 23-22 - AS Béziers - USA Perpignan : 13-24 - US Montauban - AS Béziers : 38-23 - Stade aurillacois - AS Béziers : 32-9 - AS Béziers - Stade montois : 9-17 - Colomiers rugby - AS Béziers : 15-12 - AS Béziers - CS Bourgoin-Jallieu : 34-17 - RC Vannes - AS Béziers : 14-13 - AS Béziers - Biarritz olympique : 23-34 - US Dax - AS Béziers : 23-13 | - SU Agen - AS Béziers : 23-25 - US Oyonnax - AS Béziers : 34-23 - AS Béziers - US Carcassonne : 26-17 - AS Béziers - Soyaux Angoulême XV : 41-9 - SC Albi - AS Béziers : 25-23 - AS Béziers - RC Narbonne : 39-10 - USA Perpignan - AS Béziers : 54-17 - AS Béziers - US Montauban : 9-24 - AS Béziers - Stade aurillacois : 25-9 - Stade montois - AS Béziers : 15-9 - AS Béziers - Colomiers rugby : 41-27 - CS Bourgoin-Jallieu - AS Béziers : 9-13 - AS Béziers - RC Vannes : 43-40 - Biarritz olympique - AS Béziers : 25-18 - AS Béziers - US Dax : 52-17 |

| Rang | Club                    | J  | V  | N | D  | Bo | Bd | Pm  | Pe  | Diff | Pts |
| ---- | ----------------------- | -- | -- | - | -- | -- | -- | --- | --- | ---- | --- |
| 1    | Oyonnax Rugby (R)       | 30 | 19 | 0 | 11 | 7  | 7  | 790 | 637 | +153 | 90  |
| 2    | SU Agen (R)             | 30 | 18 | 2 | 10 | 5  | 6  | 780 | 624 | +156 | 87  |
| 3    | US Montauban            | 30 | 19 | 0 | 11 | 6  | 4  | 726 | 533 | +193 | 86  |
| 4    | Stade montois           | 30 | 17 | 0 | 13 | 6  | 9  | 738 | 588 | +150 | 83  |
| 5    | Biarritz olympique      | 30 | 18 | 0 | 12 | 5  | 4  | 730 | 637 | +93  | 81  |
| 6    | USA Perpignan           | 30 | 16 | 1 | 13 | 9  | 4  | 744 | 589 | +155 | 79  |
| 7    | Colomiers Rugby         | 30 | 17 | 1 | 12 | 5  | 3  | 760 | 593 | +167 | 78  |
| 8    | Stade aurillacois       | 30 | 15 | 0 | 15 | 5  | 5  | 689 | 712 | -23  | 70  |
| 9    | US Carcassonne          | 30 | 14 | 1 | 15 | 3  | 3  | 648 | 642 | +6   | 64  |
| 10   | AS Béziers              | 30 | 13 | 0 | 17 | 7  | 4  | 694 | 667 | +27  | 63  |
| 11   | RC Vannes (P)           | 30 | 12 | 2 | 16 | 2  | 7  | 659 | 735 | -76  | 61  |
| 12   | RC Narbonne             | 30 | 14 | 1 | 15 | 3  | 0  | 616 | 746 | -130 | 61  |
| 13   | Soyaux Angoulême XV (P) | 30 | 13 | 1 | 16 | 2  | 5  | 565 | 686 | -121 | 61  |
| 14   | US Dax                  | 30 | 13 | 0 | 17 | 1  | 6  | 647 | 845 | -198 | 59  |
| 15   | SC Albi                 | 30 | 12 | 2 | 16 | 1  | 4  | 641 | 781 | -140 | 57  |
| 16   | CS Bourgoin-Jallieu     | 30 | 4  | 1 | 25 | 1  | 6  | 452 | 864 | -412 | 17¹ |

## Statistiques

### Statistiques collectives
Attaque
Défense

### Statistiques individuelles
Meilleur réalisateur
- Lachie Munro : 314 points (65 pénalités, 0 drops, 47 transformations, 5 essais)

Meilleur buteur
- Lachie Munro : 289 points (65 pénalités, 0 drops, 47 transformations)

Meilleur marqueur
- Sabri Gmir : 8 essais

Joueur le plus sanctionné
1. Joshua Valentine : 4 (3 cartons jaunes, 1 carton rouge)
2. lua Lokotui : 2 (1 carton jaune, 1 carton rouge)